# 夏尔·科斯特
夏尔·科斯特（法語：Charles Coste，1924年2月8日—），法国男子自行车运动员。他曾代表法国参加1948年夏季奥林匹克运动会自行车比赛，获得男子团体追逐赛金牌。2024年巴黎奥运会，他作为现年在世最久的法国奥运金牌选手，担任最后第二位火炬手出席开幕式压轴火炬传递环节，他将火焰交给最后的火炬手特迪·里内和玛丽-若泽·佩雷克。